# Il segreto di Rama
Il segreto di Rama (Rama Revelead) è un romanzo di fantascienza del 1993 di Arthur C. Clarke e Gentry Lee, ultimo dei tre seguiti del romanzo Incontro con Rama. Il romanzo è stato pubblicato in italiano per la prima volta nel 2016 all'interno della collana Urania Jumbo.

## Trama
Il libro inizia riprendendo la narrazione subito dopo la fine del terzo capitolo della saga e segue la storia di Nicole Wakefield e la sua fuga dalla prigionia.
Mentre la colonia umana continua a degenerare rispetto alle condizioni di vita e dei diritti umani, Nicole e la sua famiglia cercano di fuggire verso la regione soprannominata "New York ", dove vivevano in Rama II entrando in contatto con la specie aliena conosciuta come Octospiders. Gli Octospiders erano una specie semplice e arretrata finché furono contattati da un'altra specie aliena infinitamente più avanzata della loro. Questa specie li ha sottoposti a miglioramenti genetici facendoli evolvere rapidamente.
In seguito alle rivolte dovute alle pessime condizioni della colonia umana, tutti i viaggiatori vengono messi in ibernazione fino alla fine del viaggio.
La navicella spaziale raggiunge un altro nodo ramano, un enorme tetraedro vicino alla stella Tau Ceti, progettato per la ricerca di qualsiasi forma di vita intelligente in grado di voli spaziali. Gli umani sono divisi in due gruppi basati prevalentemente sul grado di xenofobia che avevano esibito durante il viaggio. Entrambi i gruppi ricevono vitto e alloggio nel nodo a vita per poter essere studiati, gli xenofobi sono segregati e non gli viene permesso di vedere altri alieni. Per il gruppo più adattabile, lo scopo dell'universo è rivelato dall'intelligenza nodale.

## Edizioni
- Arthur C. Clarke, Gentry Lee, Il segreto di Rama, Urania Jumbo n. 43, Arnoldo Mondadori Editore, 2016.